# Tessa Ferrer
Tessa Rose Ferrer (Los Ángeles, California, 30 de marzo de 1986) es una actriz estadounidense. Es conocida por interpretar a la doctora Leah Murphy en Grey's Anatomy. Es hija de la cantante Debby Boone y de Gabriel Ferrer.

## Carrera
En 2012, Shonda Rhimes eligió a Ferrer para el papel recurrente de la doctora Leah Murphy en la novena temporada de la serie dramática de ABC Grey's Anatomy. En junio de 2013, fue ascendida a actriz principal en la décima temporada; sin embargo, en marzo de 2014, se anunció que dejaría el programa al final de la temporada. En 2016, Ferrer retomó su papel de Leah Murphy en el episodio seis de la decimotercera temporada.
En 2014, Ferrer tuvo un papel recurrente en la serie de CBS Extant. En 2015, tuvo un papel recurrente en la segunda temporada de la serie de comedia de FXX, Eres lo peor.

## Filmografía

### Películas
| Año  | Título                          | Rol            | Notas                   |
| ---- | ------------------------------- | -------------- | ----------------------- |
| 2008 | Excision                        | Pauline        | cortometraje            |
| 2009 | Nobody’s Night                  | Nora           | cortometraje            |
| 2009 | Ramblin' Round                  | Fighting Woman | cortometraje (voz)      |
| 2010 | Red Rare Veins                  |                | cortometraje            |
| 2012 | Modern Mad Men                  | Jessica        | cortometraje            |
| 2012 | After the Triumph of Your Birth | Eva            |                         |
| 2013 | Go for Sisters                  | Katrina        | como Tessa Rose Ferrer  |
| 2013 | Abducted                        | Jessica Marino |                         |
| 2018 | Insidious: The Last Key         | Audrey Rainier |                         |
| 2018 | The Passing Parade              | Errol Larson   | También como productora |

### Televisión
| Año                  | Título         | Rol                 | Notas                                                                                          |
| -------------------- | -------------- | ------------------- | ---------------------------------------------------------------------------------------------- |
| 2012-2014, 2016-2017 | Grey's Anatomy | Dr. Leah Murphy     | actriz recurrente en las temporadas 9 y 13; actriz principal en la temporada 10 (45 episodios) |
| 2014                 | Extant         | Katie Sparks        | actriz recurrente (6 episodios)                                                                |
| 2015                 | Eres lo peor   | Nina Keune          | actriz recurrente (5 episodios)                                                                |
| 2016                 | Toast          | Jules               | película de televisión                                                                         |
| 2018                 | Sr. Mercedes   | Cora Babineau       | actriz principal, temporada 2                                                                  |
| 2019                 | Catch-22       | Lt. Sue Ann Duckett | actriz recurrente                                                                              |
| 2021                 | Swagger        | Coach Meg           | actriz recurrente                                                                              |